# Prix Theodore-Sturgeon
Le prix Theodore-Sturgeon (Theodore Sturgeon Memorial Award) est un prix littéraire attribué chaque année à la meilleure nouvelle de science-fiction de l'année, publiée en anglais.
Le prix porte le nom de Theodore Sturgeon, grand auteur de science-fiction américain. Il a été créé en 1987 par James E. Gunn, qui est directeur du Center for the Study of Science Fiction à l'Université du Kansas où Sturgeon donna des cours et des conférences. Le prix a été créé en collaboration avec les héritiers de Sturgeon, notamment sa veuve Jayne Sturgeon et leurs enfants. Le prix est décerné chaque année en conjonction avec le prix John-Wood-Campbell Memorial du meilleur roman de science-fiction, à l'Université du Kansas.
Le site officiel du prix le décrit comme « une commémoration appropriée à l'un des grands auteurs de nouvelles dans un domaine qui se distingue par ses histoires courtes ».

## Mode d'attribution des prix
Les lauréats sont sélectionnés par un comité dont certains membres sont des auteurs de science-fiction.
Depuis 1994, Tangent, magazine américain dédié aux nouvelles de science-fiction, prend part au processus de nomination à la demande expresse de Jayne Sturgeon.
Avec divers éditeurs de magazines et d'anthologies de science-fiction, les chroniqueurs et lecteurs de Tangent retiennent chaque année une sélection de nouvelles pour le prix.
Le comité, comprenant les auteurs James Gunn, Kij Johnson et Frederik Pohl, délibère alors pour désigner le lauréat.

## Palmarès
Les gagnants sont cités en premier, suivis par les autres œuvres nommées.

### Années 1980

#### 1987
Survivre (Surviving) par Judith Moffett (en)
- Elephant par Susan Palwick (en)
- Les Anges des tombes (Grave Angels) par Richard Kearns (en)
- Joli mec sur l'écran (Pretty Boy Crossover) par Pat Cadigan
- Ce soir dorment les lions (The Lions Are Asleep This Night) par Howard Waldrop

#### 1988
Rachel amoureuse (Rachel in Love) par Pat Murphy
- Petites bufflesses, voulez-vous sortir ce soir ? (Buffalo Gals, Won't You Come Out Tonight) par Ursula K. Le Guin
- Le Soir et le Matin et la Nuit (The Evening and the Morning and the Night) par Octavia E. Butler
- Heroics par James Patrick Kelly
- Dinosaures (Dinosaurs) par Walter Jon Williams
- The Gift par Pat Forde (en)

#### 1989
Le Chat de Schrödinger (Schrödinger's Kitten) par George Alec Effinger
- Do Ya, Do Ya, Wanna Dance? par Howard Waldrop
- Stairs par Neal Barrett, Jr (en)
- Mrs. Shummel Exits a Winner par John Kessel
- The Color Winter par Steven Popkes (en)

### Années 1990
| Sommaire : | - Haut - 1990 - 1991 - 1992 - 1993 - 1994 - 1995 - 1996 - 1997 - 1998 - 1999 |

#### 1990
Le Bord du monde (The Edge of the World) par Michael Swanwick
- La Dame d'Argent et le Quadragénaire (Silver Lady and the Fortyish Man) par Megan Lindholm
- Dori Bangs par Bruce Sterling
- Dancing with the Chairs par James Patrick Kelly
- Faith par James Patrick Kelly

#### 1991
Les ours découvrent le feu (Bears Discover Fire) par Terry Bisson
- Episodes of the Argo par Raphael Aloysius Lafferty
- My Advice to the Civilized par John Barnes

#### 1992
Buffalo par John Kessel
- Ma Qui (Ma Qui) par Alan Brennert
- The Happy Man par Jonathan Lethem

#### 1993
Photo de classe (This Year's Class Picture) par Dan Simmons
- La Mort et la Dame (Death and the Lady) par Judith Tarr
- Danny Goes to Mars par Pamela Sargent
- Même Sa Majesté (Even the Queen) par Connie Willis
- Slipping par David B. Silva

#### 1994
Magie des renards (Fox Magic) par Kij Johnson
- At the Shadow of a Dream par Howard V. Hendrix
- The Story So Far par Martha Soukup

#### 1995
Jour de pardon (Forgiveness Day) par Ursula K. Le Guin
- Nekropolis par Maureen F. McHugh
- Cri de Cœur par Michael Bishop
- Le Pêcheur de la mer intérieure (Another Story or A Fisherman of the Inland Sea) par Ursula K. Le Guin
- Cocon (Cocoon) par Greg Egan
- Melodies of the Heart par Michael F. Flynn
- Paris en juin (Paris in June) par Pat Cadigan
- Sept vues de la gorge d'Olduvaï (Seven Views of Olduvai Gorge) par Mike Resnick
- Symphony for Skyfall par Rick Cook (en) et Peter L. Manly
- The Fire that Scours par Edward Bryant
- L'Enfant de Mars (The Martian Child) par David Gerrold
- Understanding Entropy par Barry N. Malzberg
- The Two Domains par Albert Goldbarth (en)

#### 1996
Jigoku no Mokoshiroku par John G. McDaid
- L'Ère de l'innocence (The Age of Innocence) par Brian Stableford
- The Spine Divers par Ray Aldridge
- Diamonds Aren't Forever par S. P. Somtow
- Fault Lines par Nancy Kress
- Home for Christmas par Nina Kiriki Hoffman
- I, Iscariot par Michael Bishop
- Mortimer Gray's "History of Death" par Brian Stableford
- The Chronology Protection Case par Paul Levinson (en)
- The Wellness Plague par Robert R. Chase
- L'Enfance attribuée (We Were Out of Our Minds with Joy) par David Marusek

#### 1997
Les Fleurs de la prison d'Aulite (The Flowers of Aulit Prison) par Nancy Kress
- Age of Aquarius par William Barton (en)
- The Weighing of Ayre par Gregory Feeley (en)
- Beauty and the Opéra or The Phantom Beast par Suzy McKee Charnas
- Dradin, in Love par Jeff VanderMeer
- Erase/Record/Play: A Drama for Print par John M. Ford
- Disparus (Gone) par John Crowley
- La Source de Bouton d'or (Marigold Outlet) par Nancy Kress
- Radio Waves (Radio Waves) par Michael Swanwick
- The Elizabeth Complex par Karen Joy Fowler
- Thirteen Phantasms par James Blaylock

#### 1998
House of Dreams par Michael F. Flynn
- …Where Angels Fear to Tread par Allen Steele
- Coming to Terms with the Great Plague par Brian Stableford
- Echoes par Alan Brennert
- Get a Grip par Paul Park
- Cordélia (Itsy Bitsy Spider) par James Patrick Kelly
- Léthé (Lethe) par Walter Jon Williams
- Loose Ends par Paul Levinson (en)
- One Good Juror par Mary Rosenblum et James Sarafin
- The 43 Antarean Dynasties par Mike Resnick
- The Undiscovered par William Sanders (en)
- Universal Grammar par Mary Soon Lee (en)

#### 1999
L'Histoire de ta vie (Story of Your Life) par Ted Chiang
- Le Meilleur de l'homme (Wading River Dogs and More par Michael Kandel (en)
- The Summer Isles par Ian R. MacLeod
- A Princess of Helium par R. Garcia y Robertson (en)
- Advantage, Bellarmine par Paul Levinson (en)
- Animae Celestes par Gregory Feeley (en)
- L'Agénésie congénitale de l'idéation du genre par K. N. Sirsi et Sandra Botkin (Congenital Agenesis of Gender Ideation' by K.N. Sirsi and Sandra Botkin) par Raphael Carter (en)
- Crane Fly par Eliot Fintushel
- Craphound par Cory Doctorow
- Dance at the Edge par L. Timmel Duchamp
- Echea (Echea) par Kristine Kathryn Rusch
- How Meersh the Bedeviler Lost His Toes par Gregory Frost
- Love of the True God par Uncle River
- Lovestory par James Patrick Kelly
- Maneki Neko (Maneki Neko) par Bruce Sterling
- Radiant Doors par Michael Swanwick
- Radio Praha par Tony Daniel
- La Plongée de Planck (The Planck Dive) par Greg Egan
- Wild Minds par Michael Swanwick

### Années 2000
| Sommaire : | - Haut - 2000 - 2001 - 2002 - 2003 - 2004 - 2005 - 2006 - 2007 - 2008 - 2009 |

#### 2000
The Wedding Album par David Marusek
- Dapple: A Hwarhath Historical Romance par Eleanor Arnason
- The Window par Judith Berman (en)
- Daddy's World par Walter Jon Williams
- Everywhere par Geoff Ryman
- Cinq jours en avril (Five Days in April) par Brian A. Hopkins
- Green Tea par Richard Wadholm
- Jennifer, Just Before Midnight par William Sanders (en)
- Meucs (macs) par Terry Bisson
- Once Upon a Matter Crushed par Wil McCarthy
- Reality Check par Michael A. Burstein (en)
- Suicide Coast par M. John Harrison
- La Viandeuse (The Chop Girl) par Ian R. MacLeod
- The Giftie par James E. Gunn
- Winemaster par Robert Reed

#### 2001
Tendeléo (Tendeleo's Story) par Ian McDonald
- Sheena 5 par Stephen Baxter
- Radieuse étoile verte (Radiant Green Star) par Lucius Shepard
- Antibodies par Charles Stross
- Heart of Glass par William Barton (en)
- Milo and Sylvie par Eliot Fintushel
- On the Orion Line par Stephen Baxter
- Récif (Reef) par Paul J. McAuley
- Le Sauveur (Savior) par Nancy Kress
- Soixante-douze lettres (Seventy-Two Letters) par Ted Chiang
- L'Anniversaire du monde (The Birthday of the World) par Ursula K. Le Guin
- Le Genévrier (The Juniper Tree) par John Kessel

#### 2002
The Chief Designer par Andy Duncan
- Lobsters par Charles Stross
- Annulé (Undone) par James Patrick Kelly
- L'Éternité et après (Eternity and Afterward) par Lucius Shepard
- Have Not Have par Geoff Ryman
- L'Enfer, quand Dieu n'est pas présent (Hell Is the Absence of God) par Ted Chiang
- Interview: On Any Given Day par Maureen F. McHugh
- Isabel des feuilles mortes (Isabel of the Fall) par Ian R. MacLeod
- New Light on the Drake Equation par Ian R. MacLeod
- The Cat's Pajamas par James Morrow
- Tout sauf un chien (The Dog Said Bow-Wow) par Michael Swanwick
- The Measure of All Things par Richard Chwedyk (en)

#### 2003
Le Train noir (Over Yonder) par Lucius Shepard
- Bronte's Egg par Richard Chwedyk (en)
- Singleton (Singleton) par Greg Egan
- Un an dans la Ville-Rue (A Year in the Linear City) par Paul Di Filippo
- Poumon vert (Breathmoss) par Ian R. MacLeod
- Coelacanths par Robert Reed
- Halo par Charles Stross
- In Paradise par Bruce Sterling
- Aimer ce que l'on voit : un documentaire (Liking What You See: A Documentary) par Ted Chiang
- Madonna of the Maquiladora par Gregory Frost
- Histoires pour hommes (Stories for Men) par John Kessel
- Les Saisons des Ansarac (The Seasons of the Ansarac) par Ursula K. Le Guin
- La Fille feu follet (The Wild Girls) par Ursula K. Le Guin

#### 2004
The Empress of Mars par Kage Baker
- Bernardo's House par James Patrick Kelly
- It's All True par John Kessel
- Dead Worlds par Jack Skillingstead (en)
- Dry Bones par William Sanders (en)
- Looking Through Lace par Ruth Nestvold (en)
- Off on a Starship par William Barton (en)
- La Présence (Only Partly Here) par Lucius Shepard
- L'Empire de la crème glacée (The Empire of Ice Cream) par Jeffrey Ford
- La Fille-flûte (The Fluted Girl) par Paolo Bacigalupi
- The Tale of the Golden Eagle par David D. Levine
- Les Fils enchevêtrés des marionnettes (The Tangled Strings of the Marionettes) par Adam-Troy Castro

#### 2005
Sergeant Chip par Bradley Denton
- The Voluntary State par Christopher Rowe
- Mere par Robert Reed
- An Appeal to Adolf par Ian Watson
- Arabian Wine par Gregory Feeley (en)
- Dancer in the Dark par David Gerrold
- Royaumes invisibles (Invisible Kingdoms) par Steven Utley (en)
- avant Songs par Brenda Cooper (en)
- Scout's Honor par Terry Bisson
- Singing My Sister Down par Margo Lanagan
- Start the Clock par Benjamin Rosenbaum (en)
- Animaux de pierre (Stone Animals) par Kelly Link
- The Baum Plan for Financial Independence par John Kessel
- The Fear Gun par Judith Berman (en)
- The Gladiator's War: A Dialog par Lois Tilton (en)
- The Lost Pilgrim par Gene Wolfe
- Le Nègre magique (The Magical Negro) par Nnedi Okorafor
- The Risk-Taking Gene as Expressed in Some Asian Subjects par Steve Tomasula (en)
- The Strange Redemption of Sister Mary Ann par Mike Moscoe (en)
- Venus Flowers at Night par Pamela Sargent

#### 2006
L'Homme des calories (The Calorie Man) par Paolo Bacigalupi
- La Petite Déesse (The Little Goddess) par Ian McDonald
- Magie pour débutants (Magic for Beginners) par Kelly Link
- Infiltration (Inside Job) par Connie Willis
- Keyboard Practice, Consisting of an Aria with Diverse Variations for the Harpsichord with two manuals par John G. McDaid
- Little Faces par Vonda McIntyre
- Panacea par Jason Stoddard
- Deuxième personne du singulier (Second Person, Present Tense) par Daryl Gregory
- The Blemmye's Stratagem par Bruce Sterling
- The Inn at Mount Either par James Van Pelt (en)

#### 2007
Le Théâtre cartésien (The Cartesian Theater) par Robert Charles Wilson
- A Billion Eves par Robert Reed
- Lord Weary's Empire par Michael Swanwick
- Another Word for Map Is Faith par Christopher Rowe
- Dawn, and Sunset, and the Colours of the Earth par Michael F. Flynn
- Inclination par William Shunn (en)
- Julian : un conte de Noël (Julian: A Christmas Story) par Robert Charles Wilson
- L'Épouse du djinn (The Djinn's Wife) par Ian McDonald
- La Maison derrière le ciel (The House Beyond Your Sky) par Benjamin Rosenbaum (en)
- The Walls of the Universe par Paul Melko
- Le Yellow Card (Yellow Card Man) par Paolo Bacigalupi
- You Have Never Been Here par M. Rickert

#### 2008
Ligne de marée (Tideline) par Elizabeth Bear et Finisterra (Finistera) par David Moles (en) (ex æquo)
- Ligne de marée (Tideline) par Elizabeth Bear
- Memorare par Gene Wolfe
- Le Conte du maître meunier (The Master Miller's Tale) par Ian R. MacLeod
- Always (Always) par Karen Joy Fowler
- Baby Doll (Baby Doll) par Johanna Sinisalo
- The Dreaming Wind par Jeffrey Ford
- The Evolution of Trickster Stories Among the Dogs of North Park After the Change par Kij Johnson
- The Forest par Laird Barron (en)
- The Last American par John Kessel
- Le Marchand et la Porte de l'alchimiste (The Merchant and the Alchemist's Gate) par Ted Chiang
- L'Épouse au tombeau (The Tomb Wife) par Gwyneth Jones

#### 2009
The Ray Gun: A Love Story par James Alan Gardner (en)
- Memory Dog par Kathleen Ann Goonan
- The Tear par Ian McDonald
- From Babel's Fall'n Glory We Fled par Michael Swanwick
- La Voix de son maître (His Master's Voice) par Hannu Rajaniemi
- Special Economics par Maureen F. McHugh
- The Gambler par Paolo Bacigalupi
- The Political Prisoner par Charles Coleman Finlay (en)
- True Names par Benjamin Rosenbaum (en) et Cory Doctorow

### Années 2010
| Sommaire : | - Haut - 2010 - 2011 - 2012 - 2013 - 2014 - 2015 - 2016 - 2017 - 2018 |

#### 2010
Shambling Towards Hiroshima par James Morrow
- Comme les femmes se battent (As Women Fight) par Sara Genge
- Things Undone par John Barnes
- This Wind Blowing, and This Tide par Damien Broderick (en)
- Mêlée (Spar) par Kij Johnson [nomination supprimée]
- Blood Dauber par Ted Kosmatka (en) et Michael Poore
- Clockatrice par Tanith Lee
- Eros, Philia, Agape par Rachel Swirsky (en)
- Her Voice in a Bottle par Tim Pratt (en)
- The Death of Che Guevara par Lewis Shiner
- L'Île (The Island) par Peter Watts
- True Fame par Robert Reed

#### 2011
Le Sultan des nuages (The Sultan of the Clouds) par Geoffrey A. Landis
- The Maiden Flight of McCauley's Bellerophon par Elizabeth Hand
- La Chose (The Things) par Peter Watts
- A Letter from the Emperor par Steve Rasnic Tem
- Dead Man's Run par Robert Reed
- Flower, Mercy, Needle, Chain par Yoon Ha Lee
- Les Fantômes de la danse des orages (Ghosts Doing the Orange Dance) par Paul Park
- Mammoths of the Great Plains par Eleanor Arnason
- The Night Train par Lavie Tidhar
- Troika par Alastair Reynolds
- Under the Moons of Venus par Damien Broderick (en)

#### 2012
Le Choix (The Choice) par Paul J. McAuley
- Six mois, trois jours (Six Months, Three Days) par Charlie Jane Anders
- La Ménagerie de papier (The Paper Menagerie) par Ken Liu
- Ghostweight par Yoon Ha Lee
- Silently and Very Fast par Catherynne M. Valente
- The Copenhagen Interpretation par Paul Cornell
- Un pont sur la brume (The Man Who Bridged the Mist) par Kij Johnson
- L'Homme qui mit fin à l'histoire (The Man Who Ended History: A Documentary) par Ken Liu
- The Old Equations par Jake Kerr

#### 2013
The Grinnell Method par Molly Gloss
- Nahiku West par Linda Nagata
- Eater-of-Bone par Robert Reed
- (To See the Other) Whole Against the Sky par E. Catherine Tobler
- Après la chute (After the Fall, Before the Fall, During the Fall) par Nancy Kress
- Immersion (Immersion) par Aliette de Bodard
- Mono no Aware (Mono no Aware) par Ken Liu
- Éparpillés le long des rivières du ciel (Scattered Along the River of Heaven) par Aliette de Bodard
- Le Livre chez diverses espèces (The Bookmaking Habits of Select Species) par Ken Liu
- The Peak of Eternal Light par Bruce Sterling
- The Weight of History, the Lightness of the Future par Jay Lake
- Things Greater Than Love par Kate Bachus

#### 2014
In Joy, Knowing the Abyss par Sarah Pinsker
- Mystic Falls par Robert Reed
- The Weight of the Sunrise par Vylar Kaftan (en)
- Bloom par Gregory Norman Bossert (en)
- Over There par Will McIntosh
- Selected Program Notes from the Retrospective Exhibition of Theresa Rosenberg Latimer par Kenneth Schneyer
- The Irish Astronaut par Val Nolan
- The Urashima Effect par E. Lily Yu (en)
- The Wildfires of Antarctica par Alan DeNiro
- They Shall Salt the Earth with Seeds of Glass par Alaya Dawn Johnson

#### 2015
The Man Who Sold the Moon par Cory Doctorow
- Shatterdown par Suzanne Palmer (en)
- We Are the Cloud par Sam J. Miller
- A Hotel in Antarctica par Geoffrey A. Landis
- Childfinder par Octavia E. Butler
- Herd Immunity par Tananarive Due
- In Her Eyes par Seth Chambers
- Lady with Fox par Gregory Benford
- The Cryptic Age par Robert Reed
- The Fifth Dragon par Ian McDonald
- The Lightness of the Movement par Pat MacEwen
- Le Regard (The Regular) par Ken Liu
- Nous allons tous très bien, merci (We Are All Completely Fine) par Daryl Gregory
- When It Ends, He Catches Her par Eugie Foster
- Yesterday’s Kin par Nancy Kress

#### 2016
The Game of Smash and Recovery par Kelly Link
- The New Mother par Eugene Fischer
- Gypsy par Carter Scholz (en)
- And You Shall Know Her by the Trail of Dead par Brooke Bolander (en)
- Botanica Veneris: Thirteen Papercuts by Ida Countess Rathangan par Ian McDonald
- Damage par David D. Levine
- Emergence par Gwyneth Jones
- Pékin origami (Folding Beijing) par Hao Jingfang
- Our Lady of the Open Road par Sarah Pinsker
- Cérès et Vesta (The Four Thousand, the Eight Hundred) par Greg Egan
- The Three Resurrections of Jessica Churchill par Kelly Robson
- The Walled City par Jeff Somers (en)

#### 2017
The Future is Blue par Catherynne M. Valente
- Voyage avec l'extraterrestre (Touring with the Alien) par Carolyn Ives Gilman
- Les Choses à barbe (Things with Beards) par Sam J. Miller
- A Taste of Honey par Kai Ashante Wilson (en)
- Project Empathy par Dominica Phetteplace
- Seasons of Glass and Iron par Amal El-Mohtar
- The Art of Space Travel par Nina Allan
- La Ballade de Black Tom (The Ballad of Black Tom) par Victor LaValle
- The Visitor from Taured par Ian R. MacLeod

#### 2018
Don’t Press Charges and I Won’t Sue par Charlie Jane Anders
- Et il n'en resta plus que (n-1) (And Then There Were (N-One)) par Sarah Pinsker
- Steaks en série (A Series of Steaks) par Vina Jie-Min Prasad (en)
- Fandom for Robots par Vina Jie-Min Prasad (en)
- Sidewalks par Maureen McHugh
- Le Charme discret de la machine de Turing (The Discrete Charm of the Turing Machine) par Greg Egan
- L'Obélisque martien (The Martian Obelisk) par Linda Nagata
- La Vie secrète des bots (The Secret Life of Bots) par Suzanne Palmer (en)
- We Who Live in the Heart par Kelly Robson
- Welcome to Your Authentic Indian Experience™ par Rebecca Roanhorse
- Zen and the Art of Starship Maintenance par Tobias S. Buckell

#### 2019
When Robot and Crow Saved East St. Louis par Annalee Newitz
- On the Day You Spend Forever with Your Dog par Adam R. Shannon
- Les Neuf Derniers Jours sur Terre (Nine Last Days on Planet Earth) par Daryl Gregory
- Freezing Rain, a Chance of Falling par L. X. Beckett
- Gods, Monsters, and the Lucky Peach par Kelly Robson
- The Only Harmless Great Thing par Brooke Bolander (en)
- The Secret Lives of the Nine Negro Teeth of George Washington par P. Djèlí Clark
- The Starship and the Temple Cat par Yoon Ha Lee
- Umbernight par Carolyn Ives Gilman
- When We Were Starless par Simone Heller
- Yard Dog par Tade Thompson

### Années 2020
| Sommaire : | - Haut - 2020 - 2021 - 2022 - 2023 - 2024 - 2025 |

#### 2020
Waterlines par Suzanne Palmer (en)
- Les Oiseaux du temps (This Is How You Lose the Time War) par Amal El-Mohtar et Max Gladstone
- The Last Voyage of Skidbladnir par Karin Tidbeck
- Give the Family My Love par A. T. Greenblatt (en)
- New Atlantis par Lavie Tidhar
- Omphalos (Omphalos) par Ted Chiang
- Sisters of the Vast Black par Lina Rather
- The Archronology of Love par Caroline M. Yoachim (en)
- The Dead, In Their Uncontrollable Power par Karen Osborne
- The Galactic Tourist Industrial Complex par Tobias S. Buckell
- Peintre d’arbres (The Painter of Trees) par Suzanne Palmer (en)

#### 2021
An Important Failure par Rebecca Campbell
- If You Take My Meaning par Charlie Jane Anders
- The Translator, at Low Tide par Vajra Chandrasekera
- La Pilule (The Pill) par Meg Elison
- The Mermaid Astronaut par Yoon Ha Lee
- 50 Things Every AI Working With Humans Should Know par Ken Liu
- Yellow and the Perception of Reality par Maureen McHugh
- A Mastery of German par Marian Denise Moore
- Ife-Iyoku, the Tale of Imadeyunuagbon par Oghenechovwe Donald Ekpeki (en)
- A Guide for Working Breeds par Vina Jie-Min Prasad (en)
- AirBody par Sameem Siddiqui

#### 2022
Broad Dutty Water: A Sunken Story par Nalo Hopkinson
- If the Martians Have Magic par P. Djèlí Clark
- Philia, Eros, Storge, Agápe, Pragma par R. S. A. Garcia (en)
- The Album of Dr. Moreau par Daryl Gregory
- Proof by Induction par José Pablo Iriarte (en)
- The Dark Ride par John Kessel
- The Metric par David Moles (en)
- Sarcophage (Sarcophagus) par Ray Nayler
- Les Bots de l’arche perdue (Bots of the Lost Ark) par Suzanne Palmer (en)
- The Necessity of Stars par E. Catherine Tobler

#### 2023
Rabbit Test par Samantha Mills
- Ten Steps for Effective Mold Removal par Derrick Boden
- Slow Communication par Dominique Dickey
- In the Beginning of Me, I Was a Bird par Maria Dong
- If We Make It Through This Alive par A. T. Greenblatt (en)
- The City and the Thing Beneath It par Innocent Chizaram Ilo
- Bonsai Starships par Yoon Ha Lee
- A Hole in the Light par Annalee Newitz
- Babang Luksa par Nicasio Andres Reed
- Toronto Isn’t Real and Other Metropolitan Anomalies par A. D. Sui

#### 2024
Tantie Merle and the Farmhand 4200 par R. S. A. Garcia (en)
- Patsy Cline Sings Sweet Dreams to the Universe par Beston Barnett
- The Year Without Sunshine par Naomi Kritzer (en)
- The Rainbow Ghosts par Violet Allen
- The Unpastured Sea par Gregory Feeley (en)
- The State Street Robot Factory par Claire Humphrey
- What It Means to Be a Car par James Patrick Kelly
- Notes From a Pyre par Amal Singh
- An Infestation of Blue par Wendy N. Wagner

#### 2025
Le lauréat sera annoncé durant l'été 2025.
- Rachel Is At a Protest par Esther Alter
- To Eat Your Own Head par Nkone Chaka
- Swarm X1048 – Ethological Field Report: Canis Lupus Familiaris, ‘6 par F. E. Choe
- Judas Iscariot Didn’t Kill Himself: A Story in Fragments par James S. A. Corey
- Hello! Hello! Hello! par Fiona Jones
- Why Don’t We Just Kill the Kid in the Omelas Hole par Isabel J. Kim (en)
- Reduce! Reuse! Recycle! par T. J. Klune
- Evan: A Remainder par Jordan Kurella
- The Carcosa Pattern par Conrad Loyer
- We Will Teach You How to Read par Caroline M. Yoachim (en)